# Fate: The Best of Death
Fate: The Best of Death prva je kompilacija američkog death metal-sastava Death. Album je 4. kolovoza 1992. godine objavila diskografska kuća Under One Flag. Sadrži pjesme s prvih četiriju albuma – Scream Bloody Gorea, Leprosyja, Spiritual Healinga i Humana.

## Popis pjesama
| 1.    | »Zombie Ritual« (Scream Bloody Gore)      | 4:33 |
| 2.    | »Together as One« (Human)                 | 4:09 |
| 3.    | »Open Casket« (Leprosy)                   | 4:57 |
| 4.    | »Spiritual Healing« (Spiritual Healing)   | 7:45 |
| 5.    | »Mutilation« (Scream Bloody Gore)         | 3:28 |
| 6.    | »Suicide Machine« (Human)                 | 4:23 |
| 7.    | »Altering the Future« (Spiritual Healing) | 5:36 |
| 8.    | »Baptized in Blood« (Scream Bloody Gore)  | 4:30 |
| 9.    | »Left to Die« (Leprosy)                   | 4:38 |
| 10.   | »Pull the Plug« (Leprosy)                 | 4:27 |
| 48:26 |                                           |      |

## Zasluge
| Death - Chuck Schuldiner – bas-gitara (pjesme 1., 3., 5., 8. – 10.), gitara, vokali - Rick Rozz – gitara (pjesme 2., 9. – 10.) - Steve DiGiorgio – bas-gitara (pjesme 2., 6.) - Chris Reifert – bubnjevi (pjesme 1., 5., 8.) - Terry Butler – bas-gitara (pjesme 4., 7.) - Bill Andrews – bubnjevi (pjesme 3. – 4., 7., 9. – 10.) - James Murphy – gitara (pjesme 4., 7.) - Sean Reinert – bubnjevi (pjesme 2., 6.) - Paul Masvidal – gitara (pjesme 2., 6.) | Ostalo osoblje - Alan Becker – kompilacija - Kevin Sharp – popis pjesama - Allan Flaum – remastering - Michael Haynes – fotografije - Brain Freeman – dizajn - David Bett – dizajn |